# Campionati del mondo di corsa su strada 2007
I Campionati del mondo di corsa su strada 2007 si sono svolti il giorno 14 ottobre a Udine, in Italia. Vi hanno preso parte 144 atleti (di cui 82 uomini e 62 donne) in rappresentanza di 37 nazioni.

## Percorso
Il percorso si è svolto su un circuito di 7 chilometri attorno al centro cittadino, da ripetersi tre volte, con partenza e arrivo in Piazza 1º maggio.

## Gara maschile
La gara maschile è stata vinta da Zersenay Tadese, eritreo, con il tempo di 58'59"; il secondo e il terzo classificato sono due atleti kenioti: Patrick Makau e Evans Cheruiyot, distanziati rispettivamente di 3 e 6 secondi.

### Individuale
| Posizione | Atleta                    | Nazionalità | Tempo    |
| --------- | ------------------------- | ----------- | -------- |
| Oro       | Zersenay Tadese           | Eritrea     | 58'59"   |
| Argento   | Patrick Makau             | Kenya       | 59'02"   |
| Bronzo    | Evans Cheruiyot           | Kenya       | 59'05"   |
| 4º        | Deriba Merga              | Etiopia     | 59'16"   |
| 5º        | Yonas Kifle               | Eritrea     | 59'30"   |
| 6º        | Dieudonné Disi            | Ruanda      | 59'32"   |
| 7º        | Marílson Gomes dos Santos | Brasile     | 59'33"   |
| 8º        | Dickson Marwa             | Tanzania    | 1h00'24" |
| 9º        | Atsushi Sato              | Giappone    | 1h00'25" |
| 10º       | Cuthbert Nyasango         | Zimbabwe    | 1h00'26" |
| 11º       | Fabiano Joseph Naasi      | Tanzania    | 1h00'27" |
| 12º       | Raji Assefa               | Etiopia     | 1h00'31" |
| 13º       | Michael Tesfay            | Eritrea     | 1h00'39" |
| 14º       | Ali Dawoud Sedam          | Qatar       | 1h00'39" |
| 15º       | Robert Kipchumba          | Kenya       | 1h00'47" |

### A squadre
| Posizione | Squadra  | Atleti                                                       | Tempo    |
| --------- | -------- | ------------------------------------------------------------ | -------- |
| Oro       | Kenya    | Patrick Makau Evans Cheruiyot Robert Kipchumba               | 2h58'54" |
| Argento   | Eritrea  | Zersenay Tadese Yonas Kifle Michael Tesfay                   | 2h59'08" |
| Bronzo    | Etiopia  | Deriba Merga Raji Assefa Tariku Jufar                        | 3h01'15" |
| 4º        | Tanzania | Dickson Marwa Fabiano Joseph Naasi Ezekiel Ngimba            | 3h02'19" |
| 5º        | Qatar    | Ali Dawoud Sedam Mohammed Abduh Bakhet Ahmad Hassan Abdullah | 3h04'03" |

## Gara femminile
La gara femminile ha visto la vittoria dell'olandese Lornah Kiplagat con il tempo di 1h06'25", nuovo record mondiale. Anche nella gara femminile il podio è stato completato da due atlete keniote: Mary Keitany e Pamela Chepchumba.

### Individuale
| Posizione | Atleta            | Nazionalità | Tempo    |
| --------- | ----------------- | ----------- | -------- |
| Oro       | Lornah Kiplagat   | Paesi Bassi | 1h06'25" |
| Argento   | Mary Keitany      | Kenya       | 1h06'48" |
| Bronzo    | Pamela Chepchumba | Kenya       | 1h08'06" |
| 4ª        | Bezunesh Bekele   | Etiopia     | 1h08'07" |
| 5ª        | Atsede Habtamu    | Etiopia     | 1h08'29" |
| 6ª        | Everline Kimwei   | Kenya       | 1h08'39" |
| 7ª        | Chisato Osaki     | Giappone    | 1h08'56" |
| 8ª        | Luminiţa Talpoş   | Romania     | 1h09'01" |
| 9ª        | Alice Timbilil    | Kenya       | 1h09'09" |
| 10ª       | Alina Gherasim    | Romania     | 1h09'14" |
| 11ª       | Atsede Baysa      | Etiopia     | 1h09'15" |
| 12ª       | Akane Taira       | Giappone    | 1h09'17" |
| 13ª       | Yoshimi Ozaki     | Giappone    | 1h09'26" |
| 14ª       | Irina Timofeyeva  | Russia      | 1h09'29" |
| 15ª       | Alina Ivanova     | Russia      | 1h09'32" |

### A squadre
| Posizione | Squadra  | Atleti                                         | Tempo    |
| --------- | -------- | ---------------------------------------------- | -------- |
| Oro       | Kenya    | Mary Keitany Pamela Chepchumba Everline Kimwei | 3h23'33" |
| Argento   | Etiopia  | Bezunesh Bekele Atsede Habtamu Atsede Baysa    | 3h25'51" |
| Bronzo    | Giappone | Chisato Osaki Akane Taira Yoshimi Ozaki        | 3h27'39" |
| 4ª        | Romania  | Luminiţa Talpoş Alina Gherasim Lidia Șimon     | 3h28'23" |
| 5ª        | Russia   | Irina Timofeyeva Alina Ivanova Olga Glok       | 3h28'59" |

## Medagliere
| Posizione | Paese       | Oro | Argento | Bronzo | Totale |
| --------- | ----------- | --- | ------- | ------ | ------ |
| 1         | Kenya       | 2   | 2       | 2      | 6      |
| 2         | Eritrea     | 1   | 1       | 0      | 2      |
| 3         | Paesi Bassi | 1   | 0       | 0      | 1      |
| 4         | Etiopia     | 0   | 1       | 1      | 2      |
| 5         | Giappone    | 0   | 0       | 1      | 1      |
| Totale    | Totale      | 4   | 4       | 4      | 12     |